# Kamura Isota

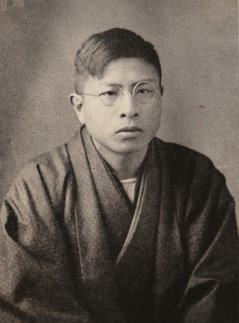
Kamura Isota

Kamura Isota (japanisch 嘉村 磯多; * 15. Dezember 1897 in Niho, Yoshiki (heute: Yamaguchi), Yamaguchi; † 30. November 1933) war ein japanischer Schriftsteller.

## Leben und Wirken
Kamura Isota wurde 1897 als Sohn von Wakamatsu und Suki Kamura geboren. Die Familie hatte es durch Landwirtschaft und Grundbesitz zu Wohlstand gebracht. Nachdem er in seiner Jugend mit dem Christentum in Kontakt gekommen war, wurde er buddhistischer Mönch der Jōdo-Schule. 1918 heiratete er Fujimoto Shizuko (藤本 静子). Die Ehe stand nicht unter einem guten Stern und so brannte er mit Ogawa Chitose (小川 ちとせ), die er während seiner Tätigkeit an einer Schule kennengelernt hatte, 1925 durch.
Er verfasste extrem autobiographische Romane und Erzählungen wie „Gōku“ – „Leiden“ 1928 und „Tojō“ (途上) – „Unterwegs“ 1932, die der japanischen Romanform des Shishōsetsu (Ich-Roman) zuzuordnen sind.